# Jean de Corbeil
Jean de Corbeil detto "de Grez" (... – novembre 1318) è stato un militare francese, maresciallo di Francia nel 1308.

## Biografia

Blasone

Era figlio di Jean de Corbeil signore di Grez-sur-Loing, nipote del vescovo Guillaume de Grez conte di Beauvais e Pari di Francia, e fratello di Guillaume de Corbeil vescovo di Auxerre e cancelliere di Francia nel 1308.
Era maresciallo di Francia quando fu inviato da Filippo IV nelle Fiandre nel 1308.
Nell'accordo fra Roberto III delle Fiandre e gli abitanti di Douai, confermato dal re di Francia nell'ottobre 1311, è menzionato coi titoli di maresciallo di Francia e commissario del Re.
Di nuovo nelle Fiandre nel 1313, fu tra i signori che Luigi X nominò nel maggio 1315 per trattare la pace con Luigi I di Nevers, figlio di Roberto III.
Servì ancora nelle Fiandre nel 1318 sotto Luigi d'Évreux e morì nel novembre dello stesso anno.